# Gudrun Inboden
Gudrun Inboden (* 1942) ist eine deutsche Kunsthistorikerin und Museumskuratorin.

## Leben
Gudrun Inboden studierte Kunstgeschichte, Archäologie und Anglistik an der Ruprecht-Karls-Universität Heidelberg und an der Sorbonne in Paris. 1975 wurde sie in Heidelberg über das Thema „Mallarmé und Gauguin – Absolute Kunst als Utopie“ promoviert. Von 1975 bis 1977 arbeitete sie als Volontärin an der Staatsgalerie Stuttgart, anschließend war sie als wissenschaftliche Mitarbeiterin im Wilhelm-Lehmbruck-Museum in Duisburg tätig. Der damalige Direktor der Staatsgalerie Peter Beye holte sie wieder nach Stuttgart und betraute sie mit dem Aufbau und der Betreuung der Abteilung für zeitgenössische Kunst. Ab 1993 war sie Abteilungsleiterin und ab Dezember 2003 Stellvertreterin des Direktors und Hauptkonservatorin für zeitgenössische Kunst. 2007 wurde sie in den Ruhestand verabschiedet.
1997 und 1999 war Inboden Kommissarin (Kuratorin) des Deutschen Pavillons auf der Biennale von Venedig. 1997 zeigte sie Arbeiten von Gerhard Merz und Katharina Sieverding, 1999 ließ sie Rosemarie Trockel den Pavillon gestalten.

## Kuratierte Ausstellungen
- 1979: O. H. Hajek. Plastiken, architekturbezogene Arbeiten, Zeichnungen, Druckgraphik.
- 1981: Joseph Kosuth, Bedeutung von Bedeutung
- 1982:  Malerei und Plastik des 20. Jahrhunderts (zusammen mit Karin von Maur)
- 1985: Ad Reinhardt
- 1990: Daniel Buren, Timeless Painting (zusammen mit Thomas Kellein)
- 1993: Jeff Koons
- 1997: Katharina Sieverding und Gerhard Merz (Deutscher Pavillon der 47. Biennale von Venedig)
- 1999: Rosemarie Trockel (Deutscher Pavillon der 48. Biennale von Venedig), Videoarbeiten
- 2002: Karin Sander, „Produktionshalle“ mit Scannern, Computern und Druckern.
- 2007: Stan Douglas, Past Imperfect, Video- und Filminstallationen

## Schriften
- (Hrsg.): Biennale di Venezia 1997. Cantz, Ostfildern 1997, ISBN 3-89322-933-7.
- mit Nina Bingel u. a.: Rosemarie Trockel. König, Köln 2003, ISBN 3-88375-655-5.
- mit Tobias Vogt, Marion Bornscheuer: Hauptwerke der Staatsgalerie Stuttgart von 1945 bis heute. Cantz, Ostfildern 2007, ISBN 978-3775717595.